# Israelische Basketballnationalmannschaft
Die israelische Nationalmannschaft vertritt das Land Israel im Basketball. Der Verband wurde 1939 gegründet, und der größte Erfolg war die Silbermedaille in der Europameisterschaft 1979. Wie bei anderen israelischen Sportverbänden spielen sie aus politischen Gründen in der Europa-Gruppe der FIBA.

## Abschneiden bei internationalen Turnieren

### Olympische Sommerspiele
| - 1952 – 17. Platz |

### Weltmeisterschaften
| - 1954 – 8. Platz - 1986 – 7. Platz |

### Europameisterschaften
| - 1953 – 5. Platz - 1959 – 11. Platz - 1961 – 11. Platz - 1963 – 9. Platz - 1965 – 6. Platz - 1967 – 8. Platz - 1969 – 11. Platz - 1971 – 11. Platz - 1973 – 7. Platz - 1975 – 7. Platz | - 1977 – 5. Platz - 1979 – Silbermedaille - 1981 – 6. Platz - 1983 – 6. Platz - 1985 – 9. Platz - 1987 – 11. Platz - 1993 – 15. Platz - 1995 – 9. Platz - 1997 – 9. Platz - 1999 – 9. Platz | - 2001 – 10. Platz - 2003 – 7. Platz - 2005 – 9. Platz - 2007 – 9. Platz - 2009 – 15. Platz - 2011 – 13. Platz - 2013 – 21. Platz - 2015 – 10. Platz - 2017 – 21. Platz - 2022 – 17. Platz |

## Kader
| Spieler | Spieler        | Spieler           | Spieler | Spieler | Spieler  | Spieler                |
| Nr.     | Name           | Geburt            | Größe   | Info    | Einsätze | Verein                 |
| ------- | -------------- | ----------------- | ------- | ------- | -------- | ---------------------- |
|         |                | Guards (PG, SG)   |         |         |          |                        |
| 6       | Shawn Dawson   | 12.12.1993        | 198     |         |          | Bnei Herzlia           |
| 7       | Gal Mekel      | 04.03.1988        | 191     |         |          | Herbalife Gran Canaria |
| 12      | Yotam Halperin | 24.01.1984        | 193     |         |          | Hapoel Jerusalem       |
| 15      | Bar Timor      | 02.03.1992        | 191     |         |          | Hapoel Jerusalem       |
| 21      | Yogev Ohayon   | 24.04.1987        | 191     |         |          | Maccabi Tel Aviv       |
|         |                | Forwards (SF, PF) |         |         |          |                        |
| 8       | Lior Eliyahu   | 09.09.1985        | 203     |         |          | Hapoel Jerusalem       |
| 9       | Omri Casspi    | 22.06.1988        | 204     | (C)     |          | Golden State Warriors  |
| 10      | Guy Pnini      | 04.09.1983        | 203     |         |          | Hapoel Holon           |
| 11      | Elishay Kadir  | 04.11.1987        | 202     |         |          | Ironi Nes Ziona        |
| 14      | Oz Blayzer     | 29.12.1992        | 199     |         |          | Maccabi Haifa          |
|         |                | Center (C)        |         |         |          |                        |
| 1       | Richard Howell | 26.09.1990        | 206     |         |          | Hapoel Jerusalem       |
| 20      | Idan Zalmanson | 18.04.1995        | 208     |         |          | Maccabi Rischon LeZion |

| Trainer | Trainer         | Trainer          |
| Nat.    | Name            | Position         |
| ------- | --------------- | ---------------- |
| Israel  | Eretz Edelstein | Cheftrainer      |
| Israel  | Dan Schamir     | Trainerassistent |
| /       | Alon Stein      | Trainerassistent |

| Legende                  | Legende            |
| Abk.                     | Bedeutung          |
| ------------------------ | ------------------ |
| (C)                      | Mannschaftskapitän |
| Quellen                  |                    |
| Ligahomepage             |                    |
| Stand: 1. September 2017 |                    |

| Legende                  | Legende            |
| Abk.                     | Bedeutung          |
| ------------------------ | ------------------ |
| (C)                      | Mannschaftskapitän |
| Quellen                  |                    |
| Ligahomepage             |                    |
| Stand: 1. September 2017 |                    |

## Bekannte Spieler und Trainer
- Miki Berkovich
- Tal Brody
- David Blatt
- Doron Jamchy
- Oded Kattash
- Ralph Klein
- Derrick Sharp